# Księżniczka Alisea
Księżniczka Alisea (również jako Alisea i wyśniony książę, wł. Sorellina e il principe del sogno) – niemiecko-włoski film telewizyjny z 1996 roku w reżyserii Lamberto Bavy. Zdjęcia kręcono na zamku w Bojnicach (Słowacja).

## Fabuła
Alisea miała pięciu braci, którzy mieszkają w niewoli u czarownika Azareta. Pewnego dnia młodej Alisei udaje się uciec z zamku i podczas podróży spotyka innego uciekiniera, księcia Demiana. Książę uciekł przed swoim złym ojcem, królem Kurdokiem, który chce, aby jego syn został najpotężniejszym wojownikiem. Wkrótce dwójka młodych ludzi zakochuje się w sobie i przysięga wierność. Jednak bycie razem nie jest im pisane i muszą się rozstać. Po latach Demian spełnia marzenie swojego ojca i staje się wielkim wojownikiem, z kolei Alisea musi zostać żoną starego czarownika Azareta. Król Kurdok, nie chcąc dopuścić do spotkania zakochanych Demiana i Alisei i postanawia wmówić dziewczynie, że jej dawny ukochany nie żyje. 

## Obsada
Źródło: Filmweb
- Anja Kruse - Królowa Diomira
- Christian Rudolf(inne języki) - Młody Demian
- Nicole Grimaudo - Sorellina
- Veronica Logan(inne języki) - Alisea
- Raz Degan - Demian
- Karel Roden - Właściciel
- Christopher Lee - Azaret
- Jürgen Prochnow - Król Kurdok

i inni.